# Golāmreh
Golāmreh (persiska: گلامره) är en ort i Iran.   Den ligger i provinsen Mazandaran, i den norra delen av landet, 80 km norr om huvudstaden Teheran. Golāmreh ligger 1 729 meter över havet och antalet invånare är 115.
Terrängen runt Golāmreh är mycket bergig.Runt Golāmreh är det ganska tätbefolkat, med 80 invånare per kvadratkilometer. Närmaste större samhälle är Kalārdasht, 11,3 km norr om Golāmreh. Trakten runt Golāmreh består i huvudsak av gräsmarker.